# Estação Los Reyes
A Estação Los Reyes é uma das estações do Metrô da Cidade do México, situada em La Paz, entre a Estação Santa Marta e a Estação La Paz. Administrada pelo Sistema de Transporte Colectivo, faz parte da Linha A.
Foi inaugurada em 12 de agosto de 1991. Localiza-se no cruzamento da Avenida Puebla com a Rua Porfirio Díaz e a Rua Pensador Mexicano. Atende o bairro Los Reyes Acaquilpan. A estação registrou um movimento de 6.646.731 passageiros em 2016.